# Pedir
La federació de Pedir o Pidië fou una agrupació d'estats natius de Sumatra, vassalls del sultanat d'Aceh (Atjeh) i des de 1874 d'Holanda, dirigida per l'estat de Pedir i situada a la costa nord-est de l'illa.
La federació estava formada per:
- Estat de Pedir o Pidië
- Rebeh o Reubee
- Arai o Aree (Kampong Arai)
- Tjum Bok (Tjoemboek)
- Titieue (Titiénä)
- Peudue & Trieng Gadeng
- Pantai Raja
- Musa & Langien
- Njong
- Arun
- Klumpang Pajong
- Ajer Lebu (Ajer-Leboe/Ijer Leboe)
- Bentara Blang Rakna Wangsa (Bintara Blang Rama Wamgsa)
- Krueng Seumideuen
- Radja Endjoeng
- Kedjoeroean Troesib
- Panglina Meugoë
- Kedjoeroean Aroen

Dins el territori de la federació hi havia enclavats alguns estats que formaven part de la federació de Gigiën:
- Pineung & Peukan Batu-Peukan Söt
- Bambi & Unu
- Indra & Lhok Kaju

El 1933 els estats eren:
- Andeuë & Lala
- Geumpang
- Ibot
- Ilôt
- Keumala
- Kruëngseumideuën
- Mé Tareuën
- Meureudu (479 km²)
- Areë (II Mukims)
- Titeuë (II Mukims)
- Truseb (II Mukims)
- Aron (III Mukims)
- Bambi & Unu (III Mukims)
- Glumpangpajung (III Mukims)
- Pineung (III Mukims)
- Reubeë (V Mukims)
- Tjumbo (V Mukims)
- Ië Leubeuë o Ajer Lebu (VI Mukims)
- Kale & Lawaeuëng (XII Mukims)
- Keumangan (LX Mukims)
- Njong
- Panteraja
- Samaidra
- Tangse
- Triënggadeng